# Palais de Cristal (Montréal)
Pour les articles homonymes, voir Palais de Cristal et Crystal Palace.
Ne doit pas être confondu avec Crystal Palace (Montréal).

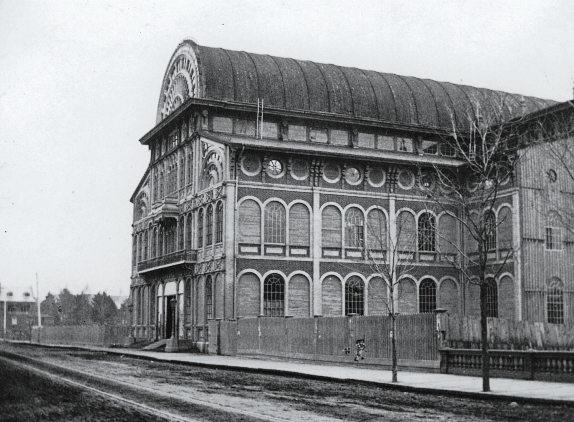
Le Palais de Cristal à son emplacement en 1866.

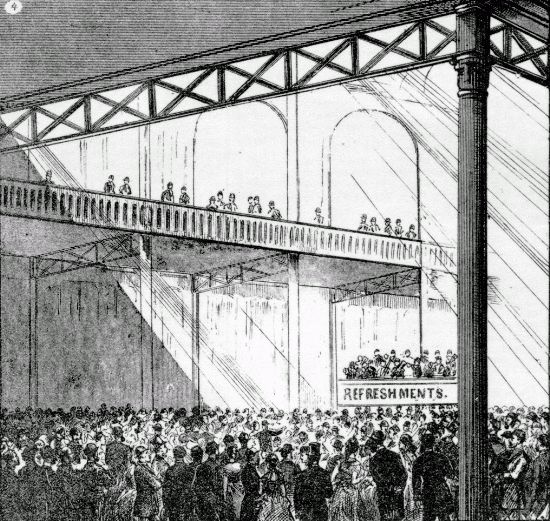
L'intérieur du Palais de Cristal en 1879.

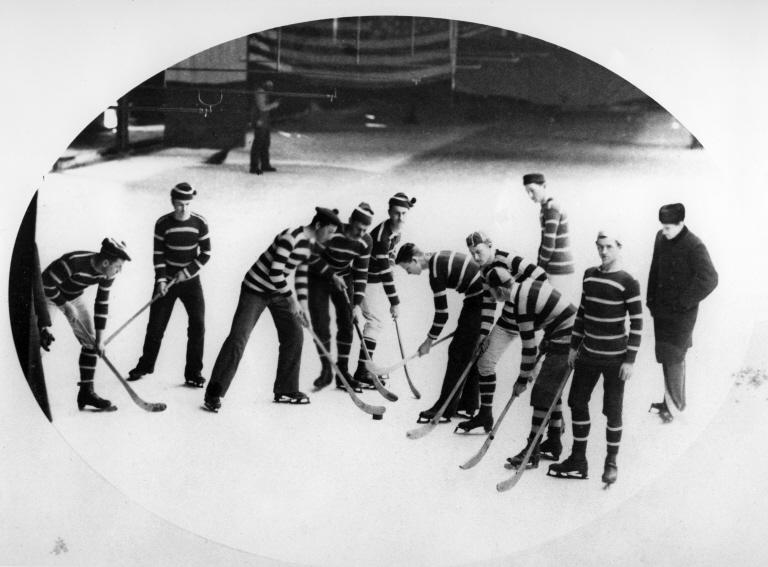
Partie de hockey, patinoire du Palais de Cristal, Montréal, 1881, par George Charles Arless

Le Palais de Cristal (en anglais : Crystal Palace) était un palais d'expositions situé à Montréal, Québec, Canada. Il fut construit pour l'Exposition agricole et industrielle de Montréal en 1860 et détruit par le feu en 1896.

## Historique
Le Palais de Cristal fut conçu par l'architecte John William Hopkins en s’inspirant du Crystal Palace de Londres. Construit avec une armature en métal, il comportait une voute en berceau et deux galeries latérales de 7 m de large. Ses façades principales étaient de verre et d'acier, tandis que ses côtés étaient en briques roses, les éléments de fer et de bois étant peints pour s'accorder avec elles. Chaque travée était divisée en trois baies, dont seule celle du milieu était vitrée. La construction était industrialisée, avec des modules de 7 m, et l'ensemble aurait dû faire 55 x 61 m, mais les transepts furent raccourcis, et ses dimensions n'atteignirent que 55 x 36,5 m.
L'édifice fut inauguré par le Prince de Galles le 25 août 1860 , le même jour que le Pont Victoria.
Originellement le palais était situé sur la rue Sainte-Catherine entre la rue Victoria (aujourd'hui partiellement disparue) et l'avenue McGill. En 1878, il fut démonté et reconstruit au Fletcher’s Field à proximité du Mont Royal. En juillet 1896, il fut détruit par un incendie.

## Exposition agricole et industrielle
L'Exposition affichait les innovations agricoles et industrielles de l'Amérique du Nord britannique. L'exposition était un évènement annuel qui a eu lieu de 1860 à 1896 vers la fin de l'été.

## Patinoire intérieure
Durant l'hiver, le Palais de Cristal a servi de patinoire intérieure. Ce fut une des premières patinoires située à l'intérieur d'un bâtiment. Des parties de hockey sur glace ont lieu dès 1880 avec les étudiants de l'Université McGill. La première photo au monde des joueurs de hockey en uniforme fut prise en 1881 par George Charles Arless. La patinoire était le domicile de l'équipe de hockey les Crystals de Montréal de l'Association de hockey amateur du Canada.

## Sources
- (en) « The Provincial Exhibition Building and Museum of Canadian Industry and Art », The Montreal witness, Montréal; The Montreal witness Company, vol. 15, no 41,‎ 23 mai 1860, p. 1
- (en) « The Montreal Exhibition - The Main Building », Canadian Illustrated News, Montréal: Geo. E. Desbarats,1869-1883, vol. 26, no 14,‎ 30 septembre 1882, p. 217(9)